# 蓬贾伊托塔库里奇
蓬贾伊托塔库里奇（Punjai Thottakurichi），是印度泰米尔纳德邦Kapur县的一个城镇。总人口9589（2001年）。

## 人口
该地2001年总人口9589人，其中男性4723人，女性4866人；0—6岁人口833人，其中男428人，女405人；识字率62.52%，其中男性为75.63%，女性为49.79%。